# The Terror State
Albums de Anti-Flag
BYO Split Series Vol. 4
(2002) Live at Fireside Bowl
(2003)
The Terror State est le cinquième album studio du groupe punk de Pittsburgh, Anti-Flag. Il est sorti le 21 octobre 2003 sur le célèbre label indépendant Fat Wreck Chords. Par les textes des chansons, cet album est très controversé. En effet, il parle de la politique du gouvernement Bush et aussi beaucoup de la guerre en Irak. L'artwork, représentant la nièce de Justin Sane, Rachel, parmi des décombres et portant une arme automatique, a été également critiqué, forçant le groupe à créer une version alternative avec simplement le logo "The Terror State" en blanc centré sur un fond noir. Produit par Tom Morello, guitariste de Rage Against the Machine, The Terror State a été décrit comme l'album le plus soigné d'Anti-Flag. L'album obtint la 1re place aux charts de la radio KTUH pendant la semaine du 19 janvier 2004. Le 3 avril 2008, l'album était déjà vendu à 106 000 exemplaires. La chanson Fuck the Flag est présente dans les 15 000 premières copies de l'album.

## Liste des pistes
| The Terror State | The Terror State                                               | The Terror State | The Terror State | The Terror State | The Terror State | The Terror State | The Terror State | The Terror State | The Terror State |
| No               | Titre                                                          | Durée            |                  |                  |                  |                  |                  |                  |                  |
| ---------------- | -------------------------------------------------------------- | ---------------- | ---------------- | ---------------- | ---------------- | ---------------- | ---------------- | ---------------- | ---------------- |
| 1.               | Turncoat                                                       | 2:10             |                  |                  |                  |                  |                  |                  |                  |
| 2.               | Rank-N-File                                                    | 3:46             |                  |                  |                  |                  |                  |                  |                  |
| 3.               | Post-War Breakout                                              | 3:11             |                  |                  |                  |                  |                  |                  |                  |
| 4.               | Sold as Freedom                                                | 2:16             |                  |                  |                  |                  |                  |                  |                  |
| 5.               | Power to the Peaceful                                          | 2:57             |                  |                  |                  |                  |                  |                  |                  |
| 6.               | Mind the GATT                                                  | 3:14             |                  |                  |                  |                  |                  |                  |                  |
| 7.               | You Can Kill the Protester, But You Can't Kill the Protest     | 2:33             |                  |                  |                  |                  |                  |                  |                  |
| 8.               | When You Don't Control Your Government People Want to Kill You | 2:47             |                  |                  |                  |                  |                  |                  |                  |
| 9.               | Wake Up!                                                       | 2:35             |                  |                  |                  |                  |                  |                  |                  |
| 10.              | Tearing Down the Borders                                       | 3:07             |                  |                  |                  |                  |                  |                  |                  |
| 11.              | Death of a Nation                                              | 1:55             |                  |                  |                  |                  |                  |                  |                  |
| 12.              | Operation Iraqi Liberation (O.I.L.)                            | 2:21             |                  |                  |                  |                  |                  |                  |                  |
| 13.              | One People, One Struggle                                       | 3:00             |                  |                  |                  |                  |                  |                  |                  |
| 14.              | Fuck the Flag                                                  | 0:52             |                  |                  |                  |                  |                  |                  |                  |
| 36:48            |                                                                |                  |                  |                  |                  |                  |                  |                  |                  |

## Membres
- Justin Sane - Guitare, chant
- Chris Head - Guitare, chœurs
- Chris #2 - Guitare basse, chant
- Pat Thetic - Batterie